# كيني غابرييل
كيني غابرييل (بالإنجليزية: Kenny Gabriel)‏ مواليد 3 يوليو 1989 في تشارلوت، هو لاعب كرة سلة أمريكي. بدأ مسيرته الاحترافية في سنة 2012. يحمل الرقم 21. يبلغ طوله 6 قدم 8.75 بوصة (2.1 م).

## المسيرة الاحترافية
لعب مع نادي ليماسول لكرة السلة في سنة 2013، ثم لعب مع نادي كارشياكا لكرة السلة من سنة 2014 إلى 2016، ثم لعب مع لوكوموتيف كوبان في الدوري الروسي في سنة 2016، ثم لعب مع نادي باناثينايكوس لكرة السلة في سنة 2016.

## روابط خارجية
- كيني غابرييل على موقع الدوري الأوروبي لكرة السلة (الإنجليزية)
- كيني غابرييل على موقع كرة السلة الأوروبية.كوم (الإنجليزية)
- كيني غابرييل على موقع DraftExpress.com (الإنجليزية)
- كيني غابرييل على موقع كلية كرة السلة في سبورتس رفرنس.كوم (الإنجليزية)
- كيني غابرييل على موقع ريلجم (الإنجليزية)
- كيني غابرييل على موقع بروبوليرز (الإنجليزية)
- كيني غابرييل على موقع سبورتس رفرنس (الإنجليزية)
- كيني غابرييل على موقع سبورتس رفرنس (الإنجليزية)